# Монтелонго, Бруно
Бру́но Монтело́нго Хе́ста (исп. Bruno Montelongo Gesta; 12 сентября 1987, Монтевидео) — уругвайский футболист итальянского происхождения, защитник.

## Биография

### Клубная карьера
Монтелонго начал свою карьеру в уругвайском «Ривер Плейте». За первую команду клуба начал выступать с 2007 года. В августе 2010 года перешёл на правах аренды в итальянский «Милан» с правом возможного выкупа через шесть месяцев. 26 января 2011 года «Болонья» объявила о том, что она взяла игрока в аренду у «Милана» на 6 месяцев. Из этих слов можно сделать вывод, что «Милан» выкупил игрока, хотя официальной информации об этом не было. Во время пребывания в «Болонье» Монтелонго получил разрыв передней крестообразной связки и выбыл из строя на период от 4 до 6 месяцев. За «Болонью» игрок в итоге не сыграл.
11 августа 2011 года было объвлено о переходе игрока в «Пеньяроль». В составе «ауринегрос» Монтелонго не сумел закрепиться и зимой 2012 года вернулся в «Ривер Плейт».

### В сборной
В составе сборной Уругвая до 20 лет Монтелонго принимал участие в чемпионате мира среди молодёжных команд 2007.

## Статистика
| Команда          | Сезон            | Чемпионат | Чемпионат | Кубок  | Кубок | Континентальные турниры | Континентальные турниры | Другие турниры | Другие турниры | Всего  | Всего |
| Команда          | Сезон            | Матчей    | Голов     | Матчей | Голов | Матчей                  | Голов                   | Матчей         | Голов          | Матчей | Голов |
| ---------------- | ---------------- | --------- | --------- | ------ | ----- | ----------------------- | ----------------------- | -------------- | -------------- | ------ | ----- |
| Ривер Плейт      | 2006/07          | 11        | 0         | -      | -     | -                       | -                       | -              | -              | 11     | 0     |
| Ривер Плейт      | 2007/08          | 16        | 2         | -      | -     | -                       | -                       | -              | -              | 16     | 2     |
| Ривер Плейт      | 2008/09          | 6         | 0         | -      | -     | 2                       | 0                       | -              | -              | 8      | 0     |
| Ривер Плейт      | 2009/10          | 28        | 6         | -      | -     | 2                       | 1                       | -              | -              | 30     | 7     |
| Ривер Плейт      | 2010             | 0         | 0         | -      | -     | 2                       | 0                       | -              | -              | 2      | 0     |
| Ривер Плейт      | Всего            | 61        | 8         | 0      | 0     | 6                       | 1                       | 0              | 0              | 67     | 9     |
| Милан            | 2010/11          | 0         | 0         | 0      | 0     | 0                       | 0                       | -              | -              | 0      | 0     |
| Болонья          | 2010/11          | 0         | 0         | 0      | 0     | 0                       | 0                       | -              | -              | 0      | 0     |
| Пеньяроль        | 2011/12          | 3         | 0         | -      | -     | 0                       | 0                       | -              | -              | 3      | 0     |
| Всего за карьеру | Всего за карьеру | 64        | 8         | 0      | 0     | 6                       | 1                       | 0              | 0              | 70     | 9     |